# Wolfspootlichtmot
De wolfspootlichtmot (Psammotis pulveralis) is een vlinder uit de familie grasmotten (Crambidae).

## Herkenning
De wolfspootlichtmot heeft een spanwijdte tussen de 23 en 25 millimeter. De voorvleugel is breed en beigebruin met okergele accenten. De soort is nauwelijks met andere microvlinders te verwarren, maar kan op het eerste gezicht voor een uil aangezien worden. De vlinders vliegen van juni tot en met september in twee generaties. De vlinders zijn overdag makkelijk op te jagen uit moerassige vegetatie.

## Waardplant
De wolfspootlichtmot heeft watermunt (Mentha aquatica) en wolfspoot (Lycopus europaeus) als waardplanten. De rupsen leven aan de onderkant van de bladeren.

## Verspreiding
De wolfspootlichtmot komt verspreid over zuidelijk deel van Europa voor. Het is in Nederland een zeer zeldzame dwaalgast die slechts zelden wordt aangetroffen. In Engeland is in het verleden gebleken dat zich tijdelijk populaties kunnen vestigen, dit gebeurde voor 1869 bij Folkestone en op het Isle of Wight.